# Allie Quigley
Alexandria „Allie“ Quigley (* 20. Juni 1986 in Joliet, Illinois) ist eine US-amerikanisch-ungarische Basketballspielerin der nordamerikanischen Profiliga Women’s National Basketball Association (WNBA).

## Karriere
Vor ihrer professionellen Karriere in der WNBA spielte Quigley von 2004 bis 2008 College-Basketball für das Team der DePaul University.
Beim WNBA Draft 2008 wurde Quigley an 22. Stelle von den Seattle Storm ausgewählt, dann aber zu Phoenix Mercury transferiert, für die sie von 2008 bis 2009 spielte. Nach Einsätzen bei Indiana Fever, den San Antonio Stars und Seattle Storm steht Quigley seit 2013 im Kader von Chicago Sky, mit denen sie in der Saison 2021 die WNBA-Meisterschaft gewann. In den Saisons 2014 und 2015 wurde sie mit dem WNBA Sixth Woman of the Year Award ausgezeichnet.
In der WNBA-Off-Season spielt Quigley für ausländische Vereine, unter anderem von 2015 bis 2017 für  Fenerbahçe İstanbul, von 2017 bis 2018 für Galatasaray Istanbul und von 2019 bis 2022 an der Seite von Brittney Griner bei dem russischen Verein UGMK Jekaterinburg.